# هجرس أصغر أبيض الأنف
الهجرس الأصغر أبيض الأنف أو النسناس الأصغر أبيض الأنف (الاسم العلمي:Cercopithecus petaurista) (بالإنجليزية: Lesser Spot-nosed Monkey)‏ هو نوع من الحيوانات يتبع جنس الهجرس من فصيلة سعادين العالم القديم.